# کلوئی دنیلز
کلوئی دنیلز (انگلیسی: Chloe Daniels؛ زادهٔ ۲۷ آوریل ۲۰۰۳) بازیکن زن راگبی ۷ نفره اهل کانادا است.
وی در مسابقات کشوری و بین‌المللی در مجموع برندهٔ ۱ مدال نقره شده است.